# Буневци
Буневците (на сръбски: Буњевци или Bunjevci; на хърватски: Bunjevci; на унгарски: Bunyevácok) са етническа група, населяваща предимно северните части на Бачка, а също така и някои части на Бараня, Банат и най-южните части на Унгария.
Изповядват католицизма, като техният културен и политически център е Суботица, в който според преброяването от 2002 г. наброяват 11% от нейните жители. Част от тях комуникират вербално на специфичния си буневачки говор (икавски и екавски изговор).

## Буневците в Сърбия
Според преброяването на населението в Сърбия през 2002 г. буневците наброяват 20 012 души, от които 19 766 живеят във Войводина. През 1910 г. буневците и шокците в някогашните австро-унгарски Бачки и Барански комитати са наброявали около 90 000 души. В миналото често са определяли буневците като „далматинци“, „католически расци“ или „илири“.